# سامسونج فوكس 2
سامسونج فوكس 2 (بالإنجليزية: Samsung Focus 2)‏ هو هاتف ذكي من سامسونج يعمل بنظام ويندوز فون، تم طرحه في الأسواق في 2012.

## الخصائص
- نظام التشغيل: ويندوز فون
- المعالج: 1.4 جيجا هرتز
- الذاكرة: 1 جيجابايت
- التخزين: 8 جيجابايت